# Barbora Procházková
Bára Procházková (* 6. března 1979 Přerov) je česká novinářka, publicistka a politoložka, v letech 2014 až 2021 vedoucí vydání Portálu ČT24, od roku 2021 šéfredaktorka magazínu EDUzín, od listopadu 2023 členka Rady České televize.

## Život
V letech 1993 až 1998 absolvovala pražské Gymnázium Na Pražačce a následně v letech 1998 až 2004 vystudovala politologii a východoevropská studia v Německu Hamburskou univerzitu (získala titul Dipl.-Pol.).[zdroj?]
Pracovní kariéru začínala v letech 2005 až 2006 jako redaktorka Českého rozhlasu, následně byla v letech 2006 až 2008 šéfreportérkou ve vydavatelství Vltava-Labe-Press. Mezi roky 2008 a 2011 působila jako redaktorka týdeníku Respekt a v roce 2013 byla šéfredaktorkou měsíčníku Bel Mondo.[zdroj?]
V říjnu 2015 získala česko-německé ocenění Zlaté srdce pro Evropu, které uděluje Kruh přátel česko-německého porozumění. Od července 2014 do listopadu 2021 působila v České televizi jako editorka/vedoucí vydání Portálu ČT24. Od listopadu 2021 pracuje jako šéfredaktorka magazínu EDUzín, který vydává obecně prospěšná společnost EDUin. Vyučuje také na Univerzitě Karlově v Praze a vede kurzy mediální gramotnosti v Česku i v Německu.
Dne 29. listopadu 2023 ji Senát PČR zvolil hned v prvním kole volby členkou Rady České televize, získala 43 hlasů od 78 přítomných senátorů.
V červnu 2024 získala česko-německé ocenění Brückenbauer / Stavitel mostů 2024, které uděluje Centrum Bavaria-Bohemia Schönsee.[zdroj?]